# Malaguti Firefox
Il Malaguti Firefox (o Firefox F15) è uno scooter prodotto dalla Malaguti dal 1996 al 2006, ma rimasto a listino fino al 2010, anno di chiusura dell'azienda bolognese. Era prodotto nello stabilimento di San Lazzaro di Savena (BO).

## Caratteristiche
Era dotato inizialmente di motorizzazione a 2 tempi della Motori Minarelli, disponibile in versioni raffreddate a liquido o ad aria da 50 cm³ di cilindrata; negli ultimi anni di produzione la versione ad aria venne sostituita da un propulsore della Keeway.
Il propulsore era montato in posizione orizzontale e dotato di carburatore 12 mm Dell'Orto (di marca Gurtner su alcune versioni). L'impianto frenante era composto da un freno a disco anteriore e da un freno a tamburo al posteriore,successivamente venne messo un disco anche posteriormente. La sospensione anteriore era una tradizionale forcella da 32mm di diametro, mentre quella posteriore si affidava ad un monoammortizzatore idraulico regolabile nel precarico della molla.
La trasmissione era chiaramente automatica, affidata ad un variatore continuo e ad una frizione centrifuga. Tuttavia, caso piuttosto raro nel panorama dei ciclomotori, il carter della trasmissione era dotato di una piccola presa d'aria per raffreddare gli organi interni.

### Design
Il design dello scooter è opera dell'italiano Giorgio Mazzotti.

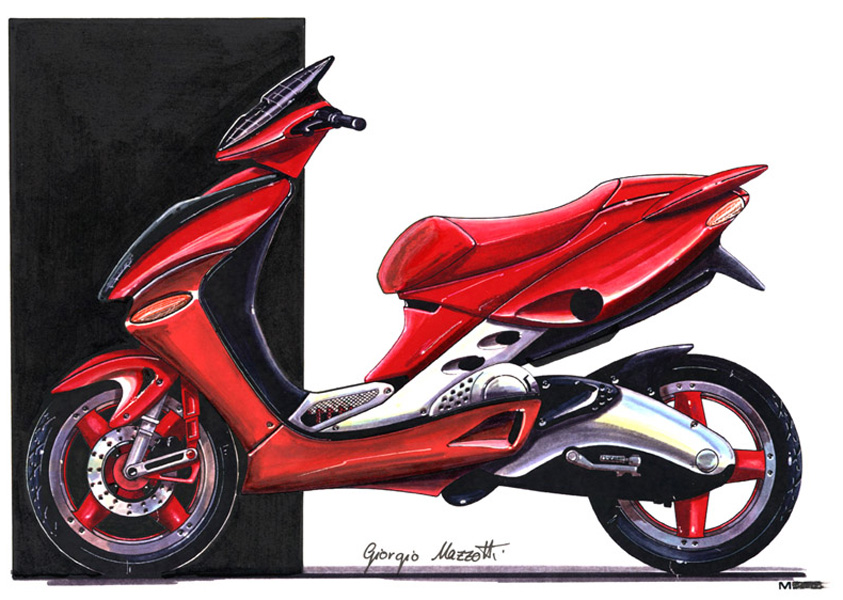
bozzetto vista laterale F15 Firefox

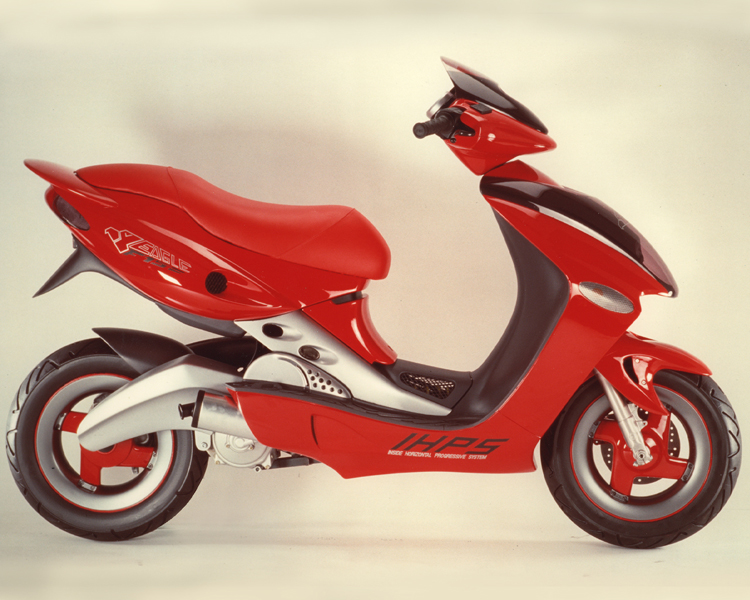
maquette di stile F15

Nel corso del 1998 lo scooter fu rivisto nel design da parte del costruttore: venne rimosso il plexiglas che copriva lo scudo anteriore delle prime versioni e venne montato un diverso impianto di scarico. Negli anni successivi lo scudo venne ulteriormente modificato nella zona intorno ai fari polielissoidali e dal classico cruscotto analogico si passò ad un moderno cruscotto digitale composto da tre elementi.
Da segnalare anche alcune versioni speciali denominate Ducati Corse, la cui livrea era ispirata ai modelli da competizione della casa di Borgo Panigale.